# Zarhopalus inquisitor
Zarhopalus inquisitor är en stekelart som först beskrevs av Howard 1881.  Zarhopalus inquisitor ingår i släktet Zarhopalus och familjen sköldlussteklar. Inga underarter finns listade i Catalogue of Life.